# Kolozsvári Amatőr Barlangász Klub
A Kolozsvári Amatőr Barlangász Klub (KABK – CSA), nonprofit civil szervezet, 1992 márciusa óta jogi személyiség.
Megalapítását, 1966. február 6-án, elsősorban a Bagaméri Béla által 1957-ben felfedezett Szelek barlangjának feltárási és térképezési munkálatai tették szükségessé. 

## Megalakulása
Még a barlangászkör megalakulása előtt az alapító tagok egy része aktivált már a barlangászat terén. A kis, tapasztalt csoport előzte meg és alapozta a klub kialakulásához vezető utat.
Rotaridesz István, a kolozsvári Erdélyi Kárpát-egyesület (EKE) titkára mind közvetlen, mind közvetett hatással volt a romániai barlangkutatás fejlődésére. 1940 elején egy pár emberből kis barlangkutató csoportot hozott össze, akik az ő vezetésével először a hegység már ismert barlangjait járták be, majd később új felfedezéseket tettek. Ők kutatták fel például a bihari karszton a Pojarul Poliţei-barlangot, a Jád-völgyi Valea Rea-barlangot (ma Rotaridesz-barlang). A Les-völgyi Tutajos-barlang felfedezésénél már jelen volt a huszadik életévéhez közeledő Bagaméri Béla is, aki Rotaridesz István nevelését, a természet és barlangok iránti szeretetét később továbbadta az általa alapított barlangászkörnek.
1948-ban az akkori állami hivatalos szervek megszüntették az EKE működését. A kis barlangászcsoport, hogy ne maradjon gazda nélkül, beiratkozott az akkori Népi Turista Egyesületbe, de 1953-ban ezt az egyesületet is megszüntették. Ezután a társaság Bagaméri Béla vezetésével a Vasas Sport Egyesületnél létesített turista-, alpinista-szakosztályt. A kis csapat, miután beszerezte barlangászfelszerelését, és jelentős szaktudást is elsajátított, a Jád völgyében kezdte meg kutatómunkáját. Tízéves munkájuk során 18 barlangot és 6 zsombolyt tártak fel, ezeknek összhossza 7559 m.
1956-ban Teo Rusu, a Kolozsvári Emil Racoviţă Barlangkutató Intézet munkatársa nyújtott nekik segítséget az Erdődámos–Ponorás–Révtízfalu környékén levő barlangok és zsombolyok feltárásában.
A Szelek barlangjának a felfedezése gyökeres változást jelentett az amatőr barlangkutatás alakulásában. Mikor 1957-ben Bagaméri Béla átpréselte magát az első szűkületen, és meglátta a barlangóriás méreteit, rájött, hogy a feltárás itt sok embert vesz majd igénybe, és szükségessé válik az addig létező kisebb barlangászcsoportok összefogása. 1966-ban végre megvalósult a nagy álom, megszületett a romániai sportjellegű barlangászat, megalakult a Kolozsvári Amatőr Barlangász Klub (KABK, CSA). A 35 éves tevékenység alatt a kör barlangászai, bejárva a hegység zegét-zugát, számos új barlangot és zsombolyt fedeztek fel. Leghíresebbek a Ponoraş, a Gruiul Jderi, a Stanul Ciuţii, a Berna-zsomboly, a Litofagus, a Jád-völgyi bányabarlang. A felfedezésétől eltelt 44 év alatt a Szelek barlangja elérte a több mint 50 km-es hosszúságot, és még mindig új járatokkal kecsegtet.